# 双古镇
双古镇，是中华人民共和国四川省自贡市荣县下辖的一个乡镇级行政单位。2019年9月撤销于佳乡，将其所属行政区域划归双古镇管辖，双古镇人民政府驻南街2号。

## 行政区划
双古镇下辖以下地区：
双古场社区、谢家村、喻家沟村、双古村、晏家桥村、五桐村、白云桥村、宋家塘村、白果村、庙埂村、石河村、大车村、大垭村、朱家河村、范家村、四合厂村、烟坡村、黄家坝村和四方碑村。